# بيتر فينك
بيتر فينك (بالهولندية: Pieter Vink)‏ ، من مواليد 13 مارس 1967 في نوردويرهوت في هولندا، حكم كرة قدم هولندي دولي.
سيحكم في كأس الأمم الأوروبية لكرة القدم 2008.

## روابط خارجية
- بيتر فينك على موقع Soccerway.com (الإنجليزية)